# Montpellier Mediterráneo Metrópoli
Montpellier Mediterráneo Metrópoli es una estructura intermunicipal francesa, situada en el departamento de Hérault y la región Occitania.

## Composición
Montpellier Mediterráneo Metrópoli se compone de 31 municipios:
1. Montpellier
2. Baillargues
3. Beaulieu
4. Castelnau-le-Lez
5. Castries
6. Clapiers
7. Cournonsec
8. Cournonterral
9. Le Crès
10. Fabrègues
11. Grabels
12. Jacou
13. Juvignac
14. Lattes
15. Lavérune
16. Montaud
17. Montferrier-sur-Lez
18. Murviel-lès-Montpellier
19. Pérols
20. Pignan
21. Prades-le-Lez
22. Restinclières
23. Saint-Brès
24. Saint-Drézéry
25. Saint-Geniès-des-Mourgues
26. Saint-Georges-d'Orques
27. Saint-Jean-de-Védas
28. Saussan
29. Sussargues
30. Vendargues
31. Villeneuve-lès-Maguelone